# Christophe Bassons
Christophe Bassons (ur. 10 czerwca 1974 w Mazamet) – francuski kolarz szosowy. Złoty medalista światowych igrzysk wojskowych w jeździe indywidualnej na czas (Rzym 1995), medalista mistrzostw Francji w tej konkurencji.
Bassons zaczął uprawiać kolarstwo w 1991 (początkowo w jego górskiej odmianie, później w szosowej). W 1995 zdobył mistrzostwo światowych igrzysk wojskowych w jeździe indywidualnej na czas. W 1996 przeszedł na zawodowstwo i został kolarzem grupy Force Sud. 1 kwietnia tego samego roku przeszedł do Festiny. Podczas mistrzostw świata w 1996 zajął 17. miejsce w jeździe indywidualnej na czas. W 1998 zdobył brązowy medal mistrzostw Francji w jeździe indywidualnej na czas, stanął także na podium jednego z etapów Tour de Pologne (w klasyfikacji generalnej wyścigu zajął 4. miejsce).
Po wybuchu afery dopingowej Festiny, w ramach której ujawniono, iż Bassons był jedynym kolarzem tej grupy, który nie stosował środków dopingujących, zaczął on otwarcie krytykować zjawisko dopingu w kolarstwie, zyskując przydomek „Mr Clean”. W 1999 został kolarzem grupy FDJ, w barwach której wygrał etap Critérium du Dauphiné.
Podczas Tour de France 1999 w napisanym dla Le Parisien felietonie określił osiągane wówczas przez Lance'a Armstronga (który w tym czasie powrócił do rywalizacji po wyleczeniu raka) wyniki „szokującymi” dla całego środowiska kolarskiego. Po tych słowach został poddany ostracyzmowi ze strony peletonu, część kolarzy biorących udział w wyścigu zaczęła mu grozić, a Armstrong publicznie sugerował, iż Bassons powinien zrezygnować z dalszej rywalizacji. W trakcie 10. etapu peleton przez około 100 kilometrów poruszał się w bardzo wolnym tempie, a wszyscy kolarze ignorowali Bassonsa, w związku z czym Francuz podjął próbę samotnej ucieczki – wówczas pozostali zawodnicy dogonili go i ustawili się tak, by spychać go na koniec grupy – tam do Bassonsa podjechał Armstrong, który złapał go za ramię i w prywatnej rozmowie ponownie powiedział, iż powinien on zrezygnować z dalszego ścigania, kończąc wypowiedź niecenzuralnym określeniem w kierunku Francuza. Mimo iż Bassonsa bronić próbowała między innymi ówczesna minister sportu Francji Marie-George Buffet, w dalszej części wyścigu sytuacja nie uległa zmianie (był on atakowany nawet przez członków grupy, w barwach której jeździł), w związku z czym Bassons wycofał się z dalszego udziału w Tourze.
W latach 2000–2001 był zawodnikiem grupy Jean Delatour, jednak po sytuacji z Tour de France 1999 nadal był atakowany przez innych kolarzy (według Bassona zdarzały się przypadki, iż inni zawodnicy w trakcie wyścigów starali się wypchać go z drogi) i ostatecznie w 2001, obawiając się o swoje zdrowie i życie, zakończył zawodową karierę zawodniczą. W późniejszym czasie podjął pracę w ministerstwie sportu Francji, zajmując się walką z dopingiem w sporcie. W listopadzie 2013 został Kawalarem Orderu Narodowego Zasługi.
W 2012 został ukarany rocznym zawieszeniem za opuszczenie testu antydopingowego po mistrzostwach Francji w maratonie w kolarstwie górskim (Bassons wycofał się z wyścigu 20 kilometrów przed metą i, po zgłoszeniu tego faktu sędziemu, udał się samochodem do domu, nie czekając na zakończenie zawodów – 2,5 godziny później został poinformowany, iż został wylosowany do kontroli antydopingowej, jednak nie był już w stanie wrócić na nią w wyznaczonym czasie). Po odwołaniu kara zawieszenia została skrócona do miesiąca, a ostatecznie, decyzją Agence française de lutte contre le dopage (francuskiej agencji antydopingowej), Bassons został uniewinniony. Po decyzji AFDL Bassons wytoczył Fédération Française de Cyclisme (francuskiej federacji kolarskiej) proces sądowy – sąd stwierdził, iż FFC złamała prawo i nakazał federacji wypłatę ponad 30 tysięcy euro odszkodowania.
W 2014, jako amator, planował wystartować w mistrzostwach Francji w jeździe indywidualnej na czas (wcześniej w tym samym roku zdobył srebrny medal w mistrzostwach Akwitanii w tej konkurencji), jednak kilka dni przed zawodami Fédération Française de Cyclisme (francuska federacja kolarska) zmieniła regulamin zawodów, uniemożliwiając amatorom z kategorii, do której należał wówczas Bassons, udział w imprezie tej rangi, mimo faktu, iż w poprzednich latach mogli oni w niej startować.